# اووه بگینسکی
اووه بگینسکی (انگلیسی: Uwe Beginski؛ زادهٔ ۱۳ دسامبر ۱۹۵۹) بازیکن فوتبال اهل آلمان است.
از باشگاه‌هایی که در آن بازی کرده‌است می‌توان به باشگاه فوتبال دارمشتات ۹۸، باشگاه فوتبال هامبورگ، و باشگاه فوتبال اسنابروک اشاره کرد.